# Microarray

Un diagrama de Venn que describe y contrasta algunos aspectos de los campos de bio-MEMS, lab-on-a-chip, μTAS.

Un microarray es un  lab-on-a-chip multiplexado. Es una matriz bidimensional sobre un sustrato sólido, generalmente un portaobjetos de vidrio o una celda de película delgada de silicio, que analiza (prueba) grandes cantidades de material biológico utilizando métodos de detección y procesamiento miniaturizados, multiplexados y paralelos de cribado de alto rendimiento. El concepto y la metodología de los microarrays fueron introducidos e ilustrados por primera vez en microarrays de anticuerpos (también denominados matriz de anticuerpos) por Tse Wen Chang en 1983 en una publicación científica y una serie de patentes.  La industria del "chip genético" comenzó a crecer significativamente después del artículo de 1995 de Science Magazine de los laboratorios de Ron Davis y Pat Brown de la Universidad de Stanford. Con el establecimiento de empresas como Affymetrix, Agilent, Applied Microarrays, Arrayjet, Illumina y otras, la tecnología de los microarrays de ADN se ha convertido en la más sofisticada y la más utilizada, mientras que el uso de microarrays de proteínas, péptidos y carbohidratos está expandiendo.
Los tipos de microarrays incluyen:
- Microarrays de ADN, como microarrays de ADNc, microarrays de oligonucleótidos, microarrays de BAC y microarrays de SNP
- MMChips, para la vigilancia de poblaciones de microARN
- Microarrays de proteínas
- Microarrays de péptidos, para análisis detallados u optimización de interacciones proteína-proteína
- Microarrays de tejidos
- Microarrays celulares (también llamados microarrays de transfección)
- Microarrays de compuestos químicos
- Microarrays de anticuerpos
- Matrices de glicanos (matrices de carbohidratos)
- Microarrays de fenotipos
- Microarrays de lisados de proteínas de fase inversa, microarrays de lisados o suero
- Sensor de imágenes de reflectancia interferométrica (IRIS)

Las personas en el campo de la biotecnología CMOS están desarrollando nuevos tipos de microarrays. Una vez alimentadas con nanopartículas magnéticas, las células individuales se pueden mover de forma independiente y simultánea en una micromatriz de bobinas magnéticas. Se está desarrollando una micromatriz de microbobinas de resonancia magnética nuclear.

## Fabricación y operación de microarrays
Una gran cantidad de tecnologías subyacen a la plataforma de microarrays, incluidos los sustratos de material, detección de arreglos biomoleculares, y el empaquetado de microfluidos de los arreglos.